# Guayatá
Guayatá es un municipio colombiano situado en el extremo sur occidente del Departamento de Boyacá y pertenece a la Provincia del Oriente, Para 2018 contaba con 3112 habitantes y tiene una temperatura promedio de 18 °C.

## Toponimia

### Origen lingüístico[4]
- Familia lingüística: Chibcha
- Lengua: Muysccubun

### Significado
Existe una versión sobre el nombre de Guayatá es Guaita con i latina, y según la etimología chibcha significa "sembrado o dominio de la cacica". Guayatá posiblemente pertenece a la lengua general Muisca y presenta los vocablos guaya-guaia “cacica, madre tierra”, “señora”, ta “dominio, labranza”, ata “uno”.

### Origen / Motivación
Probablemente este nombre le fue puesto a la población recordando la quebrada Guaya, que pasa por Tenza, lugar donde nació su benefactor, Andrés Medina.
La voz Guayatá enuncia el universo y su fertilidad, vida y crecimiento, nacimiento y principio; también reúne los sonidos del origen; madre y uno, semilla y tierra. Quizá la designación Muisca a esta región con una expresión tan representativa haya sido porque estas tierras reúnen los bienes vitales para el crecimiento y avance de la existencia.

## Historia
Se considera el día 6 de abril de 1821 como el día de la fundación de Guayatá y a Andrés José de Medina Ramírez, alcalde de Guateque, como el fundador de este municipio. Probablemente recibió este nombre en remembranza de la quebrada de Guaya, que pasa por Tenza, donde había nacido Andrés Medina y de la terminación «Tá», que en chibcha significa «tierra de allá»; Existe otra versión sobre el nombre de Guayatá, es: «Guaita» con i latina, según la etimología significa «sembrado o dominio de la cacica», «Ta» quiere decir labranza en la lengua muisca.

## Economía
En el sector rural se cultiva principalmente maíz, arracacha, plátano, yuca, frijol, papa, café, ahuyama, calabaza, arveja, frutales diversos y algunos maderables. Están distribuidas de acuerdo a las zonas habitadas en el municipio, en cada microcuenca.
Uno de los principales problemas es la erosión causada por el sistema de siembra, que no es realizado contra la pendiente, esto especialmente en los cultivos transitorios, además de los excesos de agua aplicados en el riego y la aplicación indiscriminada de los pesticidas, causando la contaminación de riachuelos y del suelo pasando a los acuíferos y nacederos.
Frutales de clima frío: Parece una buena fuente de ingresos para el campesinado de las veredas Rincón Arriba y Sochaquira Arriba; es decir a niveles de 2.100 hasta los 2.800 m s. n. m., en donde el exceso de humedad lo permita y sean especies resistentes a Taphrina y moniliasis, en parajes abrigados sin la influencia directa del viento.
El Sagú Es un producto derivado de los rizomas de la planta del mismo nombre, para la obtención de la harina de sagú, los rizomas se deben macerar y luego esa maceración se lava para obtener los sólidos disueltos las cuales, una vez precipitados y secos dan como resultado una harina blanca utilizada en la fabricación de viandas ricas en proteínas como pan, cremas y sopas de dulce.

## Geografía

### División administrativa
Guayatá tiene un gran número de veredas que se dedican a la agricultura, llevando sus productos el día martes al mercado del pueblo: Carrizal, Ciavita (I, II y III), Fonzaque Arriba, Fonzaque Abajo, Guarumal, Romaquirá, Potreritos, Plaza Arriba, Plaza Abajo, Chitavita, Sunuba, Hato Viejo, El Volcán, Sochaquira Arriba, Sochaquira Abajo, Rincón Arriba, Rincón Abajo, Caliche Abajo, Caliche Arriba, Juntas, Tablón, Tecua Arriba, Tencua Abajo, Guavita, Guaquirá, Barro Negro y Escaleras.

### Hidrología
- Río Sunúba.
- Quebrada Risatá.
- Quebrada La Negra.
- Quebrada del Tencua.
- Quebrada de Romaquira.

### Límites municipales
El municipio colinda con varios municipios de su departamento, excepto al occidente y sur con Cundinamarca. Según las Actas de Deslinde, los límites municipales no están bien determinados, lo que genera un conflicto político administrativo que debe ser objeto de revisión y ajuste por parte del municipio, sus vecinos colindantes y el Instituto Geográfico Agustín Codazzi:
| Noroeste: Manta ( Cundinamarca)   | Norte: Guateque (Río Sunubá)   | Nordeste: Somondoco |
| Oeste: Manta ( Cundinamarca)      |                                | Este: Somondoco     |
| Suroeste: Gachetá ( Cundinamarca) | Sur: Ubalá (A) ( Cundinamarca) | Sureste: Chivor     |

## Turismo
- Cerro del Ají :Especial para hacer excursiones, escalar y conocer la gran variedad de frailejones.
- Balneario los jalapos en la quebrada Risatá.
- Río Sunuba: Especial para tomar un baño y hacer el típico paseo de olla colombiano.
- Centro urbano del municipio con gran variedad de arquitectura virreinal.
- Capilla Fonsaque
- Árboles Siete Cueros Fonsaque

## Platos típicos
- Mogolla guayatuna.
- Arepa cariseca o a la laja.
- Cabullos y bizcochos derivados de la harina del sagú.

## Hijos ilustres
Hijos ilustres de Guayatá son:
- Efraín Medina Mora, compositor, director de orquesta, profesor y maestro musical  .
- Indalecio Camacho Barreto, oftalmólogo.
- Martín Romero, compositor e intérprete.
- José Domingo Dueñas Daza, escultor de arte religioso y costumbrista en madera de tocua.
- Roberto Buitrago (El Pajarito), campeón de la Vuelta a Colombia 1962.
- Ramiro Javier Dueñas Pinto "El Crédito de Guayatá", comentarista Deportivo.
- María Felisa Medina Morales (Guayatá, 23.11.1823), casada con don Ambrosio López de donde viene el linaje de los expresidentes Alfonso López Pumarejo y Alfonso López Michelsen.

## Ferias y fiestas
- Fiestas de Mitaca en el mes de mayo.
- Corpus christi, se realiza un tapete de flores por las principales calles del municipio.
- Ferias y Fiestas de San Isidro Labrador en el segundo puente festivo de noviembre.
- Aguinaldo Guayatuno del 16 a 24 de diciembre.
- Festival de la mogolla y el café en agosto.